# كويتشي ياماديرا
كويتشي ياماديرا (山寺宏一 ياماديرا كويتشي) هو ممثل ياباني ولد في 17 يونيو 1961 في شيوغاما، مياغي.

## أدواره في الأنمي

### مسلسلات أنمي تلفزيونية
- رانما ½ - ريوغا هيبيكي، دليل جوسنكيو
- نيون جينيسيس إيفانجيليون - ريوجي كاجي
- كاوبوي بيبوب - سبايك سبيغل
- الفرقة المتنقلة المدرعة: ستاند ألون كومبليكس - توغوسا
- الفرقة المتنقلة المدرعة: ستاند ألون كومبليكس سكند غيغ - توغوسا
- بوكيمون - فارفيتشد
- بوكيمون إكس/واي - ريمو
- خيميائي الفولاذ: فل ميتال ألكيميست - آيزاك مكدوغال
- أويدو روكيت - غينجيرو
- طريق السلام - شادي
- أبطال الكرة - مدرب فريق ثعالب الصحراء، ضاحك البسام
- ساموراي تشامبلو - ناغاميتسو
- ستيتش! - ستيتش، والد يونا
- سورد آرت أونلاين - أكيهيكو كايابا
- دراغون بول سوبر - بيروس
- هاجيمي نو إيبو Champion Road - غينباتشي نيكوتا (الصوت الثاني)
- زوروري المذهل - زوروري
- كونكريت ريفولوتيو: فنتازيا الخوارق THE LAST SONG - يوسي واشيزو
- شوا غينروكو راكوغو شينجو - سكيروكو
- شوا غينروكو راكوغو شينجو: عودة سكيروكو - سكيروكو
- ون بيس - كورازون
- دكتور مفاجآت - دكتور هاروكا نيشيكيكوجي
- قبضة السماء الزرقاء REGENESIS - كينشيرو كاسومي
- لايتونز ميستري جيرني - بروفسور هيرشيل لايتون
- شينكانسن هينكي روبو شينكاليون - سوبارو أزوما
- كارول آند تيوزداي - ديزموند

### أنمي الإنترنت
- منظمة الباكوماتسو إيروهانيهوهيتو - ساكاموتو ريوما

### أوفا أنمي
- تشيبي كارا ناجاي جو وورلد - البارون أشورا (الرجل)
- هاجيمي نو إيبو Champion Road - كازوكي سانادا

### أفلام أنمي
- كاوبوي بيبوب: الفيلم - سبايك سبيغل
- إيفانجيليون: الموت والبعث - ريوجي كاجي
- نهاية إيفانجيليون - ريوجي كاجي
- إيفانجيليون: 2.0 أنت (لا) تستطيع التقدم - ريوجي كاجي
- الفرقة المتنقلة المدرعة - توغوسا
- الفرقة المتنقلة المدرعة 2: إينوسنس - توغوسا
- الفرقة المتنقلة المدرعة: ستاند ألون كومبليكس: سوليد ستيت سوسايتي - توغوسا
- X - سوراتا أريسوغاوا
- سيف الغريب - رارو
- سلسلة أفلام بوكيمون
  - فيلم بوكيمون الأول: ثأر ميوتو - ميو
  - فيلم بوكيمون 2000: قوة الإتحاد - لوغيا
  - فيلم بوكيمون 3: إنتي وتعويذة الأنون - ديفيد
  - فيلم بوكيمون فور إيفر: سيليبي صوت الغابة - صياد
  - بوكيمون هيروز: لاتيوس و لاتياس - روس
  - فيلم بوكيمون: جيراتشي محقق الأماني - باتلر
  - فيلم بوكيمون: مصير ديوكسيس - بروفسور لاند
  - فيلم بوكيمون: لوكاريو و لغز ميو - آرون
  - بوكيمون رينجر وقصر البحر - جاك والكر/جاكي
  - فيلم بوكيمون: نهوض داركراي - البارون ألبرتو
  - فيلم بوكيمون: غيراتينا ومحارب السماء - نيوتن غريسلاند
  - فيلم بوكيمون: آركيوس وجوهرة الحياة - ماركوس
  - فيلم بوكيمون: زوروارك سيد الأوهام - غون
  - فيلم بوكيمون بلاك: فيكتيني و ريشيرام - مانيس
  - فيلم بوكيمون وايت: فيكتيني وزيكروم - مانيس
  - فيلم بوكيمون: كيوريم ضد سيف العدالة - كوباليون
  - فيلم بوكيمون: جينيسيكت ونهوض الأسطورة - جينيسيكت الأحمر
  - فيلم بوكيمون: ديانسي وشرنقة الدمار - ريوت
  - فيلم بوكيمون: هوبا و صراع الأزمنة - هوبا الحر
  - فيلم بوكيمون: أنا أختارك! - مارشادو
  - فيلم بوكيمون: قوتنا - العمدة أوليفر، زيراورا
  - فيلم بوكيمون: ثأر ميوتو: التطور - ميو
- بابريكا - موريو أوساناي
- دراغون بول Z: معركة الخوارق - بيروس
- دراغون بول Z: إعادة إحياء "F" - بيروس
- دراغون بول سوبر: برولي - بيروس
- سينت سيا: ليجند أوف سانكتشواري - جيميناي ساغا
- البدلة المتنقلة جاندام: ثأر شار - غيوني غاس
- زوروري المذهل: خظة الكنز الغامض - زوروري
- زوروري المذهل: م-م-م-مغامرة كبرى! - زوروري
- زوروري المذهل: سأحمي بيضة التنين - زوروري
- زوروري المذهل: أبطال الفضاء - زوروري
- مونستر سترايك ذا موفي: إلى مكان البداية - جينوم
- رانما ½: معركة مخالفة القوانين - ريوغا هيبيكي
- رانما ½: مهمة استعادة العروس - ريوغا هيبيكي
- رانما ½: فريق رانما ضد الفنيق الأسطوري - ريوغا هيبيكي
- باتمان النينجا - باتمان
- كينغسلايف: فاينال فانتازي 15 - تيتوس دراوتوس
- فيلم سورد آرت أونلاين: أوردينال سكيل - أكيهيكو كايابا
- ني نو كوني - بارتون
- دراغون كويست: يور ستوري - غوترود

## أدواره في ألعاب الفيديو
- سلسلة كينغدوم هارتس
  - كينغدوم هارتس - بطوط، جني، الوحش، عثمان، موشو
  - كينغدوم هارتس تشين أوف ميموريز - بطوط، جني، الوحش
  - كينغدوم هارتس II - بطوط، جني، الوحش، عثمان، موشو، ستيتش
  - كينغدوم هارتس 358/2 دايز - بطوط
  - كينغدوم هارتس كودد - بطوط
  - كينغدوم هارتس بيرث باي سليب - بطوط، جاد، التجربة ستة زيرو ستة
  - كينغدوم هارتس 3D دريم دروب ديستانس - بطوط
- سلسلة ألعاب سوبر روبوت وورز - دوق فليد
- فاينل فانتسي IV DS - كاين هايويند
- ديسيديا 012: فاينل فانتسي - كاين هايويند
- كاثرين - فنسنت بروكس
- تيلز أوف ديستني - كاريل شيدن
- دانغانرونبا V3: كيلينغ هارموني - مونوتارو، مونوسكي، مونوفني، مونودام، مونوكيد
- كاوبوي بيبوب - سبايك سبيغل
- كاوبوي بيبوب: سرينادة الذكريات - سبايك سبيغل
- رانما ½: باتل رينيسانس - ريوغا هيبيكي

## أدواره في الدبلجة اليابانية
- شلة بط - بطوط
- ميكي والمتسابقون - بطوط
- إكس-من - سايكلوبس
- الدبور الأخضر - بريت ريد
- ماد من - دون دريبر
- الفتى أسترو - أورين
- جيري ماغواير - جيري ماغواير
- سبيس جام - مايكل جوردان
- السنافر - شرشبيل
- السنافر 2 - شرشبيل
- نادي القتال - تايلر ديردن
- ليموني سنيكتس:سلسلة من الأحداث المأساوية - الكونت أولاف
- شريك - حمار
- شريك 2 - حمار
- شريك الثالث - حمار
- شريك 4 - حمار
- آيس إيج - ماني
- بروس الخارق - بروس نولان
- أوغاد مجهولون - الملازم ألدو راين
- سبيد - جاك ترافرن
- لوراكس (فيلم) - السيد أوهير
- أنا الحقير - فيكتور
- أنا الحقير 2 - إيغل-سان
- مينيونز - مذيع VNC
- السيد والسيدة سميث - جون سميث
- غرينش - الغرينش
- السيدة داوتفاير - دانييل هيلارد/يوفيجينيا داوتفاير
- فيلم ليغو - باتمان، السيد بيزنس
- مباريات الجوع - هايميتش أبرناثي
- حراس المجرة - بيتر كويل/سيد النجوم
- ميجامايند - ميجامايند
- كوكب الكنز المفقود - بائن
- أنجري بيردز الفيلم - مايتي إيجل

## وصلات خارجية
- كويتشي ياماديرا على موقع IMDb (الإنجليزية)
- كويتشي ياماديرا على موقع ألو سيني (الفرنسية)
- كويتشي ياماديرا على موقع ميوزك برينز (الإنجليزية)
- كويتشي ياماديرا على موقع أول موفي (الإنجليزية)
- كويتشي ياماديرا على موقع قاعدة بيانات الأفلام السويدية (السويدية)
- كويتشي ياماديرا على موقع ديسكوغز (الإنجليزية)
- كويتشي ياماديرا على موقع ديسكوغز (الإنجليزية)
- كويتشي ياماديرا على موقع قاعدة بيانات الفيلم (الإنجليزية)
- كويتشي ياماديرا على موقع كينوبويسك (الروسية)
- كويتشي ياماديرا على موقع ANN person (الإنجليزية)
- صفحة Bulbapedia